# Ephedrus nacheri
Ephedrus nacheri är en stekelart som beskrevs av Quilis 1934. Ephedrus nacheri ingår i släktet Ephedrus och familjen bracksteklar. Arten är reproducerande i Sverige. Inga underarter finns listade i Catalogue of Life.